# 武川智美
武川 智美（むかわ ともみ、1968年9月12日 - ）は、毎日放送（MBS）所属のアナウンサー。愛称は「ムーやん」。
プロレスラーの金丸義信は従姉弟。

## 来歴・人物
山梨県東八代郡八代町（現在の笛吹市）の出身。山梨県立甲府第一高等学校を経て、立教大学文学部史学科を卒業後の1992年に、アナウンサーとして毎日放送に入社した。同期には、アナウンサーの上泉雄一、ラジオ番組プロデューサーで元テレビプロデューサーの新堂裕彦、テレビプロデューサーの井口岳洋などがいる。ちなみに、夫は同期入社の市村雅道（現在は毎日放送制作スポーツ局のスポーツコンテンツ部長）で、自身が出演するテレビ番組の制作に携わった縁で結婚に至った。なお、自身は結婚後も、旧姓の武川を放送上の名称に使い続けている。
毎日放送への入社1年目に、「（山梨県出身のため）関西のお笑い文化に馴染みたい」という動機から、『あどりぶランド』（当時放送されていた同局アナウンサー総出演のテレビ番組）の企画で上泉とのコンビ漫才に挑戦。横山たかし・ひろしから稽古を付けられた末に、当時松竹芸能の演芸場であった浪花座（大阪市中央区、現存せず）で、一般客を前に漫才を披露した。
入社2年目の1993年からは、MBSテレビの『痛快!明石家電視台』（明石家さんま司会のバラエティ番組）で、およそ12年にわたってアシスタントを務めた。当時の名物だったトークコーナー「なにをきくねん」に女性のゲストを迎えた時には、自身の胸の大きさが控えめなことに絡めて、胸の角度を話題にすることが多かった。 現在でも、同番組のアシスタントとして、武川を連想する人が多い。
2005年6月から1回目の産前産後休暇に入ったが、妊娠9か月頃までは、当時のレギュラー番組（MBSテレビの情報番組『ちちんぷいぷい』など）への出演を継続。同年7月に第1子（長男）を出産した。
2007年4月にアナウンサーとして職場復帰を果たした。同年10月からは、月曜日のアシスタントとして『ちちんぷいぷい』へのレギュラー出演を再開。長男が病気を患ったことから、長男の治療・看護を理由に、翌年4月から1年間休職した。
2009年4月1日から再び職場へ復帰。上泉がメインパーソナリティを務めるMBSラジオの新番組『上泉雄一のええなぁ!』で、月・金曜日のコーナー進行を担当した。しかし、第2子を妊娠したため、同年9月から2回目の産前産後休暇を取得。次男出産後の2010年9月に、3度目の職場復帰を果たした。
3度目の復帰後は、MBSラジオの生ワイド番組で、女性のレギュラー出演者が産前産後休暇や休演に入った場合の代役を務めることが多い。2011年6月から11月29日までは、『上泉雄一のええなぁ!』の火曜日に、奥野史子の代役でパートナーとして出演。2012年1月4日からは、『こんちわコンちゃんお昼ですょ!』の水曜日で、古瀬絵理に代わってアシスタントを務めている。
少なくとも2018年度以降は、アナウンサーとしての活動と並行しながら、アナウンス室のデスク（勤務管理）業務にも従事。辻沙穂里・三ツ廣政輝（いずれも2018年入社）・清水麻椰・野嶋紗己子（いずれも2019年入社）・川地洋平・山崎香佳（いずれも2020年入社）といったアナウンサーの新人時代の研修責任者で、アナウンス技術に関する厳しい指導で知られている。
なお、「新日本放送」時代の1959年3月1日からテレビ放送事業とラジオ放送事業を兼営してきた毎日放送は、2021年4月1日付でラジオ放送事業を「株式会社MBSラジオ」へ移管。毎日放送は移管を機にテレビ単営局へ移行したが、武川はアナウンス職のまま同社の総合編成局（移管を機に新設）へ在籍する一方で、株式会社MBSラジオが制作・放送する番組にも「MBSアナウンサー」として出演している。2021年9月11日からは、「武川智美のまとものまとも!?」（毎月第2・第4土曜日の21:00からPodcast向けに配信される音声コンテンツ）のパーソナリティを単独で担当。その一方で、毎日放送が同年に大村浩士・中野広大・前田春香をアナウンサーとして採用したことを受けて、3人の新人研修を統括している。
その一方で、2023年2月には、自宅の階段で足を滑らせて転倒。その影響で肋骨を骨折したため、『こんちわコンちゃんお昼ですょ!』などの担当番組を一時休演した。同年12月4日（月曜日）にも、「ウメダ☆アイスリンク　つるんつるん」（同局が2013年度から冬季限定で営業しているグランフロント大阪内の屋外仮設型スケートリンク）のロケ中にスケート靴を履いた状態で転倒。その際に上体をかばおうとして左手でリンクを付いたところ、左手の橈骨遠位端（とうこつえんいたん）を骨折した。このロケは2023年4月から『グッジョブ!』（上泉がMCを務めるMBSテレビの情報番組）内で（上泉を含む毎日放送のアナウンサーが週替わりで担当している）取材企画向けに実施されていたが、後の診断で骨折個所の全治に3ヶ月を要することが判明したため、毎日放送では「当該社員（武川）にはアイススケートの経験があったが、（ロケ中に骨折したことを受けて）番組制作上の安全管理をさらに徹底する」とのコメントを12月5日（火曜日）に発表。もっとも、本人は同日以降も、骨折個所の治療と並行しながら担当番組への出演を続けている。

## 出演番組

### 現在
- MBSニュース（テレビ・ラジオとも不定期で担当）

#### テレビ
- 痛快!明石家電視台
  - 1993年4月 - 2005年6月の約12年間、3代目アシスタントを担当。降板後の2014年以降も、年に1 - 2回のペースで放送される「MBSアナウンサー大集合スペシャル」に、現役アナウンサーおよび元アシスタントの1人として出演している。
- よんチャンTV（2021年3月29日 - ）
  - 月・水・木曜日にナレーターを担当。2021年度にのみ放送されていた『土曜のよんチャンTV』では、スタジオやロケリポートに随時出演していた。

#### ラジオ
- それゆけ!メッセンジャー - アシスタント（2016年4月 - ）
  - 2020年4月改編以降は、川岸ゆかと交互に隔週で担当。改編の前までは、川岸、六車奈々（番組開始当初からのアシスタントで同年3月降板）、後輩のアナウンサー（玉巻→松川）との週替わり方式で出演していた。
- MBSヨル隊『メッセンジャーあいはらの夜はこれから!』 →夕方もポチっとMラジ『メッセンジャーあいはらのYouはこれから!』 - パートナー
  - メインパーソナリティのあいはらと『それゆけ!メッセンジャー』で長年共演していることを背景に、2020年度ナイターオフ期間の毎週水曜日に『夜はこれから!』のパートナーを担当。2021年の10月改編で「夕方もポチっとMラジ」という生ワイド番組のレーベル枠が平日の夕方に新設されたことに伴って、『Youはこれから!』に改題したうえで通年番組として同枠の水曜日に編成されたが、『夜はこれから!』に続いてレギュラーで出演する。
- こんちわコンちゃんお昼ですょ! - 水曜アシスタント（2012年1月4日 - 2021年9月29日）→木曜アシスタント（2021年10月7日 - ）
  - 水曜以外の曜日のアシスタントが休演する場合にも、アシスタント代理として随時出演。『メッセンジャーあいはらのYouはこれから!』が水曜日の後枠番組になったことを機に、木曜アシスタントで後輩アナウンサーの上田悦子との間で出演曜日を入れ替えた。
- 松井愛のすこ〜し愛して♥（不定期）
  - 通常は、シフト勤務の一環で、他番組（後枠番組の『こんちわコンちゃんお昼ですょ!』など）へ出演しない日に番組内の「MBSニュース」を随時担当。
  - 2016年8月8日・2017年12月4日・2018年8月13日・2020年8月10日（いずれも月曜日）には、メインパーソナリティで後輩アナウンサーの松井愛が夏季休暇に入っていたため、『武川智美のすこ〜し愛して♥』というタイトルでパーソナリティ代理として全編へ出演。松井が体調不良で休演した2019年12月5日・12日（いずれも木曜日）にも、急遽パーソナリティ代理を務めた。
- コトノハ（不定期で出演）
  - 「コトノハ」（言葉）にこだわった毎日放送アナウンサー室制作の事前収録番組で、2021年10月4日から毎週月曜日（2023年9月25日までは21:45 - 22:00 → 同年10月2日以降は21:30 - 21:45）に放送。
- トークでパンチ VS武川（2024年11月7日 - 2025年3月27日に木曜18・19時台で生放送。2025年度上半期は土曜19・20時台で月1回放送）- メインパーソナリティ
  - 2024年度のナイターオフ期間限定ながら、毎日放送への入社32年目にして初めてレギュラーで担当する冠番組。放送の開始に際しては、本人が他番組でのトークでも示しているスタンス（「個人的に納得が行かない世間の不条理と対峙する」「言いたいことをキッチリと言わせていただく」）を前面に打ち出しているほか、「VS」（「対峙」や「対決」を意味する略号）が番組のタイトルに組み込まれた。

### 過去

#### テレビ
- あどりぶランド
- レインボー
- 毎日新聞テレビ夕刊
- ちちんぷいぷい
  - 2005年3月まで、金曜日にアシスタントとして出演。1度目の産休をはさんで、2007年10月から月曜日のアシスタントとして復帰した。前述の理由で2008年4月に降板したが、降板後もVTRコーナーのナレーターを随時担当。2017年11月からは、金曜日に不定期で放送される「ぷいぷい紀行」（総合司会で後輩アナウンサーの河田直也によるVTRロケ企画）でナレーターを務めていた。
- 知ってた?
- 医のココロ（2014年4月 - 2023年7月2日※最終担当日）
  - 高井美紀（2023年1月8日放送分まで）・古川圭子・松川浩子・上田悦子（2021年10月9日放送分より）・西村麻子（2021年11月27日放送分より）・藤林温子（2023年6月18日放送分より）と交互にナビゲーターを担当。
- メッセンジャー&なるみの大阪ワイドショー（2014年4月 - 2015年3月に放送のレギュラー版でアシスタントを担当）
- 女の子宣言! アゲぽよTV（ナレーター）
- 虎ノトラの巻（2016年4月 - 2017年3月27日、毎週月曜日22:54 - 23:00） - 夫の市村がプロデューサーを務める阪神タイガース所属選手へのインタビュー番組[3] で、ナレーターを担当。
- ミント! （隔週水曜日→不定期）
  - 2019年4月10日から7月3日まで、当時18時台に放送されていた「わざわざシャンプー」（シャンプーハットのてつじ・こいでが隔週交代でリポーターを務めるロケ企画）のうち、「こいで編」（シャンプーハットこいでがリポーターを務める家庭訪問ロケ）に同行[注 3]（隔週で放送）。「こいで編」にはロケVTRにのみ登場していたが、この企画が終了してからは、生中継のリポーターやVTRのナレーターを不定期で担当していた。
- コトノハ図鑑→「へぇ～のコトノハ」（不定期）
  - 所属する毎日放送アナウンサー室の企画で、2018年7月から2020年3月まで『コトノハ図鑑』（事前収録のレギュラー番組）として放送された後に、2020年4月から2021年3月まで「へぇ～のコトノハ」（『ちちんぷいぷい』月・水曜日→水曜日のレギュラーコーナー）へ移行。
  - 「ヒレとヘレのコトノハ」というテーマで2019年12月8日に放送された『コトノハ図鑑』のトークパートでは、夫の市村が京都市で生まれ育ったことや、市村との間に言葉のギャップ（当日のテーマであったフィレの呼び方など）を感じていることを明かした。さらに、「へぇ～のコトノハ」の第1回（2020年3月30日放送分）向けに、「京都人の会話術」という調査企画を提案。この提案が採用されたことから、後輩アナウンサー・玉巻映美とのコンビで調査ロケも担当した。

#### ラジオ
- 毎日カルチャースペシャル ラジオウォーク
  - 第12回（1993年）から産前産後休暇をはさんで第34回（2014年）まで生中継パートの司会・進行、以降はスタジオパートの進行を担当。強風と荒天で一部の企画（ラジオ番組の公開収録やステージイベント）が中止に追い込まれた第37回（2018年）では、中継用の電波が長時間にわたって何度も途絶する状況を即興による単独でのスタジオトークで凌いだことによって、重大な放送事故を免れた。
- おはなしの扉
- ときめきMUSICグラフィティ
- なにはなくとも野村啓司です（火曜アシスタント）
- 上野誠の万葉歌ごよみ
- MBSどっと!アナ「DJ OKAN R-35」（日曜日）
- 上泉雄一のええなぁ!
  - 平日のランチタイム（10:30 - 12:30）で放送されていた最初期に、月曜日のコーナーを進行していたが、後に産前産後休暇を取得。休暇からの復帰後に、当時産前産後休業中だった奥野史子の代理として火曜日のパートナーを務めた。
  - 放送枠を平日の夕方へ移動した2015年4月改編から2021年9月までは、前枠番組『こんちわコンちゃんお昼ですょ!』の水曜日でアシスタントを務めていたため、『ええなぁ!』にはレギュラーで出演していない。ただし、『こんちわコンちゃん』のエンディングで上泉とのクロストークに参加することや、コーナー担当のアナウンサーが休演する場合に代役で出演することはあった。
  - 2021年の10月改編で放送枠を平日の夕方から早朝（6:00 - 8:00）へ移動することに伴って、火曜日のパートナーとしてレギュラー出演を再開し、2025年4月1日放送分で降板。
- 茶屋町ヤマヒロ会議
  - 同僚アナウンサーの古川圭子・松井愛と共に「世界一ためにならない相談室」（番組の名物企画）へ数回登場した後に、本来のアシスタントである山本量子が手術を伴う病気の療養に入ったことを受けて、2020年1月12日放送分から「おたすけさん」（アシスタント代理）として出演。
- 内山信二のまんま茶番劇! - アシスタント（2016年7月2日 - 12月28日）
  - 2016年度のナイターイン編成では毎週土曜日の17:45 - 17:59、ナイターオフ編成では毎週水曜日の21:45 - 22:00に放送。
- スマラジw金曜日「ナジャとアナの虹色レインボー」（2016年度のナイターオフ番組）
  - 2017年1月20日放送分に、パートナーとして単独で初出演。同年2月17日放送分にも、近藤光史（『こんちわコンちゃんお昼ですょ!』メインパーソナリティで毎日放送の元アナウンサー）と共にゲストで登場した。
- MBSヨル隊金曜日「ナジャ・グランディーバのレツゴーフライデー」（2017年度以降のナイターオフ番組）
  - 2019年2月1日放送分の「ナジャじゃジャーナル」コーナーに出演。
- 子守康範 朝からてんコモリ!（2018年11月29日、2020年8月11日）
  - 2018年は水・木曜日アシスタントである大塚由美、2020年は月・火曜日アシスタントである古川圭子の代役として出演。
- あどりぶラヂオ（2019年1月2日）
  - 「MBSアナウンサースペシャル」（アナウンサーによるパーソナリティリレー企画）に出演。

## 関連人物
- 上泉雄一
- 松井愛
- 石田敦子
- 角淳一
- 新堂裕彦
- 井口岳洋
- 明石家さんま
- 金丸義信